# Gösta Petersson (musiker)
Gösta "Stam-Pelle" Petersson, född Gösta Alexander Petersson 2 februari 1910 i Motala, död 30 juli 1989 i Linköping, var en svensk jazzmusiker och trumpetare som på 1930-talet betraktades som en av Sveriges främsta jazzsolister på trumpet och främsta förstetrumpetare.
Petersson var son till en känd amatörmusiker, började spela ess-kornett i skolorkestern och spelade senare i faderns sextett Lyran. 1923 påbörjade Petersson utbildning till militärmusiker i Linköping, med ess-kornett som instrument, och stannade där till 1928. Samtidigt spelade han också i olika dansorkestrar i Linköping, Motala och Norrköping. 1929 flyttade han till Stockholm där han fick sitt genombrott som medlem i Jack Stanleys orkester i samband med Stockholmsutställningen 1930.
Efter sitt genombrott spelade Petersson hos Ernst Rolf och Karl Gerhard samt på nöjesetablissemanget Fenix-Kronprinsen, bland annat under orkesterledarna Macce Berg, Frank Vernon, Håkan von Eichwald och Arne Hülphers. Han koncentrerade sig därefter på att vara förstetrumpetare och lät medmusikerna sköta solospelet. I trumpsektionen i Arne Hülphers orkester överlät han solospelet till sina medmusiker i trumpetsektionen, som var känd som ”De tre Gösta”, och bestod utöver Gösta Petersson av Gösta Törner och Gösta Redlig. På 1940-talet spelade Petersson med Thore Ehrling. I början av 1950-talet slutade han vara verksam som professionell musiker och började arbeta som tjänsteman på Saab i Linköping.

## Filmografi, roller i urval
- 1940 – Lillebror och jag - trumpetare i Arne Hülphers orkester
- 1940 – Kyss henne! - klarinettist
- 1935 – Ungdom av idag - musiker